# Vídeňská jazyková dohoda

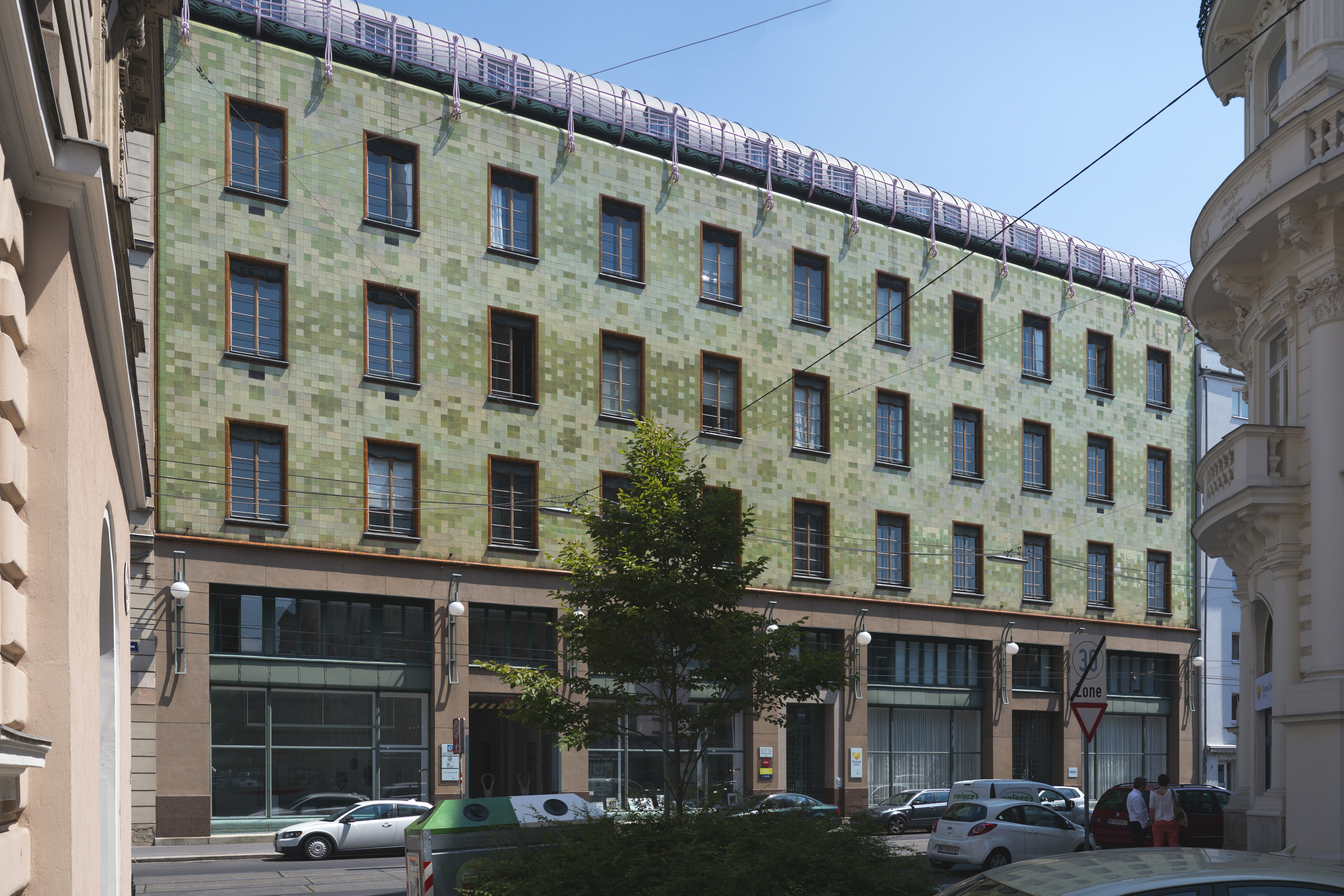
Dům ve Vídni, kde byla dohoda podepsána.

Vídeňská jazyková dohoda (srbochorvatsky v latince Bečki književni dogovor, nebo také zkráceně Bečki dogovor; v cyrilici Бечки књижевни договор, zkr. Бечки договор) byla podepsána dne 28. března 1850 zástupci chorvatských a srbských spisovatelů, literátů a vzdělanců. Na základě ní se až do roku 1990 začal srbský a chorvatský jazyk považovat za jeden jazyk, a to srbochorvatštinu. Podle dohody bylo za spisovnou podobu jazyka odsouhlaseno štokavské nářečí v podobě, kterou se mluvilo na jihu Bosny a Hercegoviny a v Dubrovníku. 
Dohoda získala značný ideologický význam během existence Jugoslávie, neboť právě na ní bylo odkazováno v souvislosti s nezbytnou jednotou všech jugoslávských národů. V roce 1954 ji doplnila Novosadská dohoda, na základě které byl pravopis jazyka modernizován.[zdroj?]

## Obsah dohody
Zúčastnění se shodli na následujícím:
- Jednotlivá nářečí nebudou dále směšována, nebudou vytvářena nová; bude vybráno jedno nářečí, které lidé používají a to se stane spisovným jazykem.
- Spisovné nářečí jazyka bude jižní nářečí, tedy štokavské nářečí jekavské podoby, a to proto, že takto mluví nejvíce lidí; jsou v něm rovněž zaznamenány lidové písně a zapsána dubrovnická literatura.
- V dvouslabičných slovech se bude psát ije a v jednoslabičných je nebo e nebo i (např. bijelo, bjelina, mreža, donio).
- Spisovatelé, kteří píší podle východního (srbského, černohorského...) pravopisu začnou psát h tam, odkud vývojem v posledních staletích zmizelo.
- z 2. pádu množného čísla bude naopak koncové H odstraněno (namísto zemaljah, otacah se bude psát zemalja, otaca).
- před R, které je slabikotvorné se nebude vkládat samohláska (namísto perst se bude psát prst).

## Účastníci
Dohodu podepsalo pět Chorvatů, dva Srbové a jeden Slovinec (ačkoliv slovinština byla i nadále považována až do existence Království Jugoslávie za svébytný jazyk). Jednalo se o následující osobnosti:
- Ivan Kukuljević
- Dimitrije Demeter
- Ivan Mažuranić
- Vuk Karadžić
- Vinko Pacel
- Franc Miklošič
- Stefan Pejaković
- Đuro Daničić

Kromě skutečnosti, že jihobosenské nářečí je poměrně rozšířené, se jednalo také o politický kompromis. Jednak tímto nářečím mluví Srbové v Bosně a Hercegovině, a jsou v něm zaznamenány lidové písně (navíc to bylo nářečí srbského reformátora Vuka Karadžiće), jednak se jednalo o nářečí Dubrovníka, který byl chorvatský.
Přijetí této dohody rovněž znamenalo odklon od kajkavského nářečí v Chorvatsku a Slavenosrbského jazyka v Srbsku. V Srbsku byla nicméně jazyková reforma ještě dlouhou dobu terčem kritiky; jednotnou abecedu (Cyrilici Vuka Karadžiće, ve které jednomu písmenu v latince odpovídalo jedno v cyrilici přijalo Srbsko až roku 1864.)